# Adicella meridionalis
Adicella meridionalis är en nattsländeart som beskrevs av Morton 1906. Adicella meridionalis ingår i släktet Adicella och familjen långhornssländor. Inga underarter finns listade i Catalogue of Life.